# Аура (фильм)
«Аура» (исп. El Aura) — кинофильм аргентинского режиссёра Фабиана Бьелински, поставленный по собственному сценарию.

## Сюжет
Тихий, циничный таксидермист, страдающий эпилептическими припадками, одержим идеей идеального преступления. Он утверждает, что полицейские слишком глупы, чтобы разоблачить преступника, если он всё сделает правильно, а грабители слишком глупы, чтобы всё сделать правильно. И что сам он сумел бы совершить такое преступление, благодаря своей фотографической памяти и стратегическим навыкам планирования. Когда его приглашают на охоту, случай даёт ему шанс совершить то самое идеальное преступление, которого он так ждал.

## В ролях
| Актёр         | Роль             |
| ------------- | ---------------- |
| Рикардо Дарин | Эстебан Эспиноса |
| Долорес Фонси | Диана Дитрих     |
| Пабло Седрон  | Соса             |